# Бурсы
Бурсы — бывшее село в Палласовском районе Волгоградской области.
Село находилось в Заволжье, на левом берегу реки Торгун, которой было отделено от села Савинка.

## История
До войны — русско-украинско-немецкое село. Согласно переписи 1926 года в селе проживало 1503 жителя, из них немцев — 268 (17,8 %), имелись сельсовет, две начальные школы, пункт ликбеза. Село относилось к Палласовскомй кантону АССР немцев Поволжья, являлось центром Бурсинского сельсовета.
28 августа 1941 года был издан Указ Президиума ВС СССР о переселении немцев, проживающих в районах Поволжья. Немецкое население было депортировано. После ликвидации АССР немцев Поволжья село, как и другие населённые пункты Палласовского кантона, было включено в состав Волгоградской области.
В 1954 году Савинский и Бурсинский сельсоветы были объединены в один Савинский сельсовет (центр — село Савинка). В 1978 году при подготовке к очередной переписи населения село Бурсы было отнесено к селу Савинка.

## Население
Динамика численности населения по годам:
| 1926 |
| ---- |
| 1503 |

### Известные жители
- Едиханов, Андрей Иванович (1924—1991) — полный кавалер ордена Славы.